# Посёлок имени Титова
имени Титова — исчезнувший посёлок в Денисовском районе Костанайской области Казахстана. Входил в состав Архангельского сельского округа. Упразднён в 1990-е годы.

## Население
По переписи 1989 года в посёлке проживало 19 человек. Национальный состав: украинцы — 36 %, татары — 21 %, немцы — 21 %.